# Henriettella tuberculosa
Henriettella tuberculosa là một loài thực vật có hoa trong họ Mua. Loài này được Donn. Sm. mô tả khoa học đầu tiên năm 1899.